# Indiai gazella
Az indiai gazella (Gazella bennettii) az emlősök (Mammalia) osztályának párosujjú patások (Artiodactyla) rendjébe, ezen belül a tülkösszarvúak (Bovidae) családjába és az antilopformák (Antilopinae) alcsaládjába tartozó faj.
Korábban a dorkászgazella (Gazella dorcas) alfajának tartották.

## Előfordulása
Irán déli részén, Pakisztánban és India északi részén fordul elő. Elsősorban száraz éghajlatú, nyílt vidékek lakója, így elsősorban füves pusztákon és félsivatagi környezetben él.

## Alfajai
- Gazella bennettii bennettii (Sykes 1831)
- Gazella bennettii christii (Blyth, 1842)
- Gazella bennettii fuscifrons (Blanford, 1873)
- Gazella bennettii karamii (Groves, 1993)[1]
- Gazella bennettii salinarum (Groves, 2003)[2]
- Gazella bennettii shikarii (Groves, 1993)[1]

## Megjelenése
Az indiai gazella hossza 90-110 centiméter, marmagassága 55-65 cm,  testtömege 20-25 kilogramm. Bundájának színe  vöröses-barna, hasa világosabb, farka tövénél fehér tükör van. Szemétől a füléig két sötétbarna sáv húzódik. A hímet 20 centiméteres, S-alakban hátrahajló szarváról lehet felismerni, amelyen sok dudor található. A szarv mérete azonban igen változó lehet, a legnagyobb ismert szarv hossza 39 centiméter. A nőstény szarva vékonyabb, mint a hímé és felfelé nyúlik. Ugyanolyan dudorok vannak rajta, de 15-20 centiméterével jóval kisebb mint a hímé.

## Életmódja
E gazellafaj, mint minden gazella, társas lény, 3-30 egyedből álló csordákban él. Elsősorban hajnalban és alkonyatkor aktív. Tápláléka fű, levelek, hajtások, gyümölcsök. A többi gazellafajhoz hasonlóan hosszú ideig kibírja víz nélkül. 10-12 évig élhet.

## Szaporodása
A nőstény 9 hónaposan, a hím 18 hónaposan éri el az ivarérettséget. A párzási időszak április–június között van. A vemhesség 6 hónapig tart, ennek végén a nőstény egy utódot hoz a világra.

## Természetvédelmi helyzete
A vadászat miatt állományai Iránban és Pakisztánban észlelhetően csökkentek. Ugyanakkor populációja Indiában stabilnak mondható.